# Retorno al mañana (Star Trek: La serie original)
Para el libro sobre experiencias cercanas a la muerte véase Regreso del mañana.
Retorno a mañana es el vigésimo episodio de la segunda temporada de Star Trek: La serie original, fue transmitido por primera vez el 9 de febrero de 1968 y repetido el 2 de agosto de 1968. Este es el episodio 49 en ser transmitido y el 51 en ser producido, fue escrito por John T. Dugan, bajo el seudónimo de John Kingsbridge y fue dirigido por Ralph Senensky. 
En la versión Bluray el título de este episodio en el audio en español es dado como Regreso al mañana.
Resumen: Extraterrestres telepáticos toman el control de los cuerpos del capitán Kirk y el Sr. Spock.

## Trama
En la fecha estelar 4768.3, la nave estelar USS Enterprise capta una curiosa señal de llamada de auxilio de un distante planeta que se presumía deshabitado, víctima de un antiguo desastre global. A la llegada de la nave, la tripulación toma contacto con un ser telepático que se comunica directamente con las mentes de Kirk y Spock, dirigiéndose a ellos como mis niños. El ser se identifica a sí mismo como Sargon y solicita a Kirk y a Spock que bajen a la superficie del planeta.
Spock logra localizar una fuente de energía a gran profundidad dentro del interior del planeta. Sargon dice que es el lugar donde puede ser encontrado. Al principio, Kirk ordena que sólo él y el Dr. McCoy se teletransporten, dejando a Spock en la nave, pero Sargon corta toda la energía de la nave hasta que Kirk ordene que Spock también baje con ellos. Kirk y Spock se dirigen a la sala del transportador y se encuentran con el Dr. McCoy y la Dra. Ann Mulhall, una astrobióloga, que los esperaban. Mulhall le dice a Kirk que recibió la orden de presentarse para ser parte de la partida de desembarco. Mientras que Mulhall no está segura de quién dio la orden, ella insiste en que está diciendo la verdad. Spock percibe que ella de hecho recibió una orden, tal como Kirk había recibido una orden para incluirlo en la partida de desembarco. Las coordenadas a las cuales deben transportarse están a 100 millas (161 km) de profundidad dentro de roca sólida. El jefe de ingenieros el Sr. Scott y el Dr. McCoy expresan su preocupación, pero Kirk les asegura que si Sargon quisiera matarlos, lo habría hecho sin la ayuda del transportador.
Kirk, Spock, Mulhall y vacilante McCoy entran en la cámara del transportador acompañados por dos guardias de seguridad armados. Cuando el transportador funciona, los guardias de seguridad no son transportados y se quedan a bordo de la nave. En cambio el resto de la partida de desembarco se materializa exitosamente en una profunda caverna subterránea. Dentro de ésta encuentran una esfera resplandeciente descansando sobre un pedestal. La esfera dice que es Sargon. Él y otras dos esferas contienen las últimas grandes mentes de su pueblo. Sus esencias están almacenadas allí, junto con otras grandes mentes que ya han muerto, después de que una guerra mundial devastó al planeta medio millón de años atrás. Sargon les explica que hubo una vez en que tenían cuerpos físicos, pero ahora existen sólo como seres de energía pura, contenidos en el interior de esferas como la que están viendo en ese momento.
Sargon se refiere repetidamente a la partida de desembarco como sus niños. Cuando Kirk le pregunta a Sargon por qué este se refiere a ellos como mis niños, Sargon les dice que es probable que los seres humanos sean descendientes de su pueblo. Seis mil siglos atrás, exploraron y colonizaron la galaxia justo como los humanos lo están haciendo ahora; especula que Adán y Eva eran dos de sus viajeros. La Dra. Mulhall objeta diciendo que la vida en la Tierra evolucionó independientemente, pero Spock dice que la idea de colonias explicaría ciertos enigmas en la prehistoria de Vulcano. Como haya sido Sargon no puede confirmar la leyenda.
Después de estas explicaciones, Sargon toma el control del cuerpo de Kirk, transfiriendo su mente hacia éste y colocando la mente de Kirk en la esfera. A medida que Sargon se ajusta al cuerpo de Kirk, el Dr. McCoy lo examina y se da cuenta de que ya el cuerpo de Kirk se está viendo afectado negativamente por la presencia de Sargon. El metabolismo y temperatura del cuerpo de Kirk se elevan a niveles peligrosos, pero Sargon rehúsa abandonar el cuerpo, insistiendo en que su control sólo será temporal (sólo lo suficiente para permitirle a él y a sus compañeros construir cuerpos artificiales y transferirse a éstos finalmente). Indica que necesitará los cuerpos del sr. Spock y de la Dra. Mulhall para sus otros compañeros.
Sargon lleva a la partida de desembarco a otra habitación, donde están las otras dos esferas supervivientes. Sólo éstas, entre otras muchas, aún resplandecen, las otras están apagadas y frías. Sargon les informa que esas dos esferas activas contienen las mentes de Thalassa, su esposa, y de Henoch, un antiguo enemigo suyo. Sargon les explica que almacenaron aquí sus mentes después de la guerra y que han yacido esperando que alguien los encontrara. El cuerpo de Kirk se ha agotado demasiado, así que Sargon regresa a la esfera y Kirk regresa a su cuerpo. Mientras McCoy está molesto con la idea de posesión extraterrestre, Kirk dice que durante el breve intercambio, conoció cómo es Sargon y lo que él busca, por lo que no teme dicha posesión. Sargon les permite regresar al Enterprise para que así puedan decidir libremente si desean permitir la transferencia. En un apasionado discurso, Kirk les recuerda a sus vacilantes oficiales que el riesgo es nuestro negocio y sugiere los sorprendentes avances tecnológicos que Sargon y su pueblo podrían ser capaces de proporcionar si aceptan seguir el plan. El voto final es afirmativo, el equipo recoge las esferas activas y las lleva al Enterprise. 
Kirk, Spock y la Dra. Mulhall llevan las esferas a la enfermería donde el Dr. McCoy monitorea estrechamente la transferencia de mentes. Sargon regresa al cuerpo de Kirk, mientras que Henoch entra en el cuerpo de Spock, y Thalassa en el de Mulhall. Los tres examinan sus nuevos cuerpos, felices de finalmente ser capaces nuevamente de respirar, tocar y sentir. Después de que Thalassa y Sargon se ven forzados a dejar sus cuerpos debido al desgaste físico que sufren, Henoch, con la asistencia de la enfermera Chapel, prepara tres inyectores con un suero para disminuir el incremento del metabolismo de sus cuerpos. Chapel se da cuenta de que el inyector de Sargon es diferente y se menciona que Kirk morirá si no se usa la fórmula adecuada. Henoch usa control mental para hacerle olvidar el hecho.
Los tres extraterrestres comienzan a fabricar sus cuerpos artificiales, pero Sargon se debilita y regresa a por otra inyección. Mientras no está, Henoch trata de persuadir a Thalassa de que deberían quedarse con los cuerpos que ocupan, ya que los artificiales serán incapaces de experimentar sensaciones físicas. Thalassa se ve claramente tentada.
Thalassa se dirige a la sala de briefing para encontrarse con Sargon, quien ha llamado al Dr. McCoy para reunirse con él. Cuando ella está tratando de convencerlo de que se queden con los cuerpos, Sargon cae al suelo víctima de un colapso. El Dr. McCoy llega justo un momento después para encontrar que tanto Kirk como Sargon han muerto. McCoy lleva urgentemente el cuerpo de Kirk a la enfermería, donde es capaz de mantener el cuerpo vivo, pero no tiene idea de cómo transferir nuevamente la mente de Kirk hacia su cuerpo desde la esfera donde se encuentra atrapada.
Mientras tanto, Henoch ha completado un cuerpo artificial para Thalassa, pero ella rehúsa transferir su consciencia a éste, escogiendo permanecer en el cuerpo de la Dra. Mulhall. Ofrece curar a Kirk a cambio de la complicidad del Dr. McCoy en el robo del cuerpo de la Dra. Mulhall. McCoy rehúsa participar en ese acto y Thalassa lo ataca mentalmente. Cuando ve a McCoy retorciéndose de dolor, Thalassa se da cuenta de que se está comportando cruelmente y se detiene. Repentinamente, la voz mental de Sargon regresa y le habla a Thalassa; Thalassa les dice que Sargon se ha refugiado en la nave misma. Cuando Chapel entra en la enfermería, Thalassa le dice al Dr. McCoy que Sargon tiene un plan, y le ordena abandonar la enfermería.
McCoy se va y momentos más tarde siente que la nave tiembla, y ve salir a Chapel de la enfermería como si estuviera ausente. McCoy se apresura a entrar y se encuentra con que Kirk y la Dra. Mulhall han vuelto a sus cuerpos y que las tres esferas han sido destruidas, incluyendo la de Spock. McCoy está aturdido por el hecho de que Kirk haya sacrificado a su "mejor amigo", pero Kirk insiste en que era necesario. Kirk hace que McCoy prepare una inyección mortal para Henoch, quien aún está en el cuerpo de Spock, ya que la esfera que contenía la mente de Spock ha sido destruida. Mientras tanto, Henoch se ha apoderado del puente tomando el control de la nave.
McCoy se apresura a ir al puente y trata de inyectar a Henoch el letal suero, pero leyendo sus pensamientos congela a McCoy. Luego Henoch le ordena a Chapel que inyecte a McCoy el mortal compuesto. Toma la jeringa y gira hacia McCoy como su fuera a inyectarlo, pero gira rápidamente e inyecta a Henoch. Henoch se ríe y dice que "simplemente se transferirá" a otro cuerpo, pero entonces, escuchando la voz de Sargon en su mente, ruega para que se le permita la transferencia. Una mirada final de pánico cruza su rostro cuando el cuerpo de Spock colapsa, aparentemente muerto. Thalassa y Sargon (ahora ambos ocupando la nave) tienen éxito en destruir a Henoch cuando él huye del cuerpo de Spock.
Kirk expresa su pena cuando se inclina sobre el cuerpo sin vida de Spock, pero entonces Sargon habla, diciendo que no podía permitir la pérdida de alguien cercano a Kirk. Tanto Spock como Chapel comienzan a resplandecer, y cuando todos giran a mirar a Chapel, Spock repentinamente se para. McCoy queda impresionado de que hubiera sobrevivido a una inyección letal, pero Sargon revela que la inyección no era letal. Spock afirma que la inyección sólo fue diseñada para causar inconsciencia. A McCoy se le hizo creer que era mortal para que cuando Henoch leyera su mente también creyera lo mismo, y eso lo hiciera huir del cuerpo "moribundo" de Spock. Kirk pregunta dónde se mantuvo la consciencia de Spock después de que la esfera fuera destruida y Spock revela que estuvo en un lugar donde Henoch jamás podría haber sospechado: en el cuerpo de Chapel, donde ella y Spock compartieron su consciencia.
Sargon y Thalassa deciden no continuar con sus planes de vivir entre los humanos y anuncian que deben "partir hacia el olvido". Pero antes hacen una petición final: que se les permita ocupar los cuerpos de Kirk y Mulhall por última vez para que así puedan disfrutar un momento final juntos antes de partir. Con toda la tripulación del puente observando, Thalassa y Sargon comparten un último beso.

## Remasterización del aniversario de los 40 años
Este episodio fue remasterizado en el año 2006 y fue transmitido por primera vez el 7 de julio de 2007 como parte de la remasterización por el aniversario número 40 de la serie original. Fue precedido dos semanas antes por la versión remasterizada de La gloria de Omega y seguido una semana más tarde por la versión remasterizada de Charlie X. Además del audio y video remasterizado, y todas las animaciones de la USS Enterprise realizadas por CGI que es el estándar de todas las revisiones, los cambios específicos para este episodio son:
- El planeta adonde el Enterprise es llamado fue cambiado para aparecer como un mundo sin vida.
- Cuando Thalassa ataca al Dr. McCoy las llamas que lo rodean fueron mejoradas.
- Otros relámpagos de energía mostrados durante el episodio también fueron retocados digitalmente.

## Producción
Esta es la primera mención transmitida en Star Trek del concepto de que los humanoides son prevalecientes a través de la galaxia ya que todos ellos son descendientes de una raza que los sembró. En el episodio La caza de Star Trek: La nueva generación, se confirma que los humanoides fueron sembrados tal como Sargon lo describe, aunque no se menciona específicamente al pueblo de Sargon como responsable de esto.
La Dra. Ann Mulhall es interpretada por Diana Muldaur, quien también interpreta a la Dra. Katherine Pulaski en la segunda temporada de Star Trek: La nueva generación.
El receptáculo mental de Sargon fue reutilizado como el elemento de utilería que representaba el dispositivo de ocultamiento en el episodio El incidente del Enterprise, y su base de tres puntos fue reutilizada como el atavachron en el episodio Todos nuestros ayeres.

## Continuidad con los episodios posteriores
El extra regular William (Billy) Blackburn interpretó al androide prototipo en el que la doctora Mulhall/Thalassa realiza pruebas de funcionamiento. Sus partes fueron reutilizadas posteriormente por el doctor McCoy en el episodio El Cerebro de Spock. Blackburn relata su experiencia en video Billy Blackburn's Treasure Chest: Rare Home Movies and Special Memories (en castellano: El Cajón de los Tesoros de Billy Blackburn: Raras Películas Hogareñas y Recuerdos Especiales.

## Nota
- Esta obra contiene una traducción  derivada de «Return to Tomorrow» de Wikipedia en inglés, concretamente de esta versión, publicada por sus editores bajo la Licencia de documentación libre de GNU y la Licencia Creative Commons Atribución-CompartirIgual 4.0 Internacional.